# 榴散弾

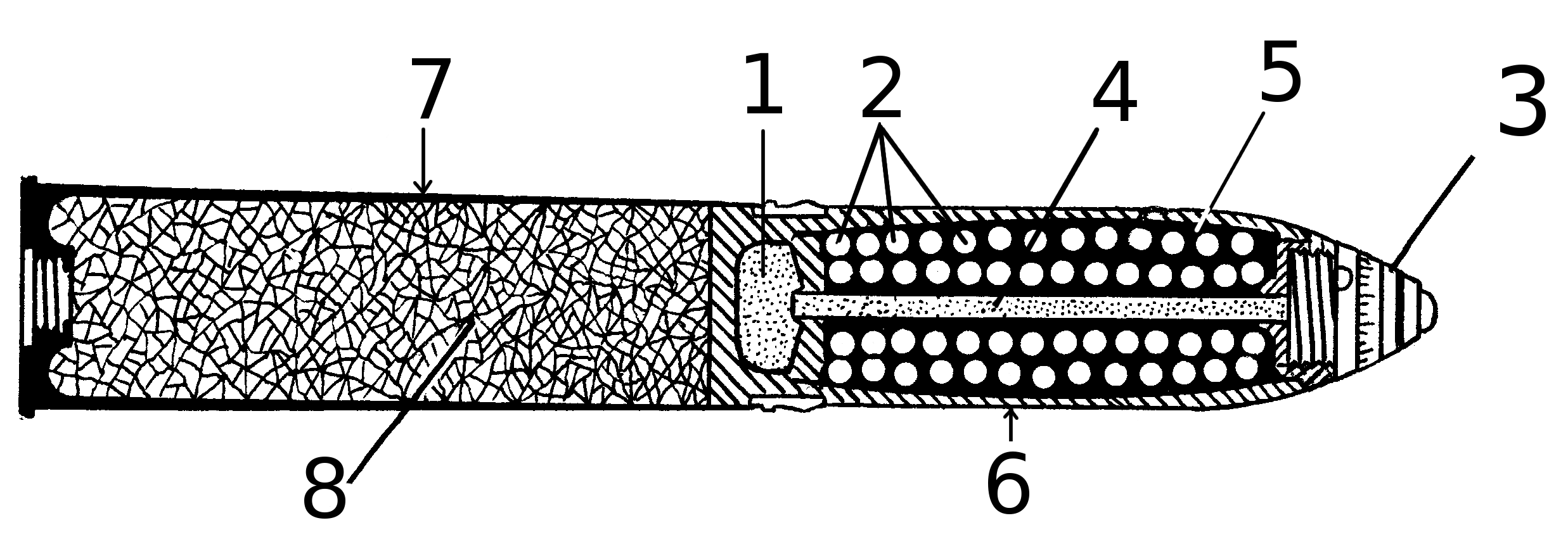
榴散弾
1：少量の炸薬、シェルケースから前方に弾丸を発射する。
2：破片弾（ボール）
3：時限信管
4：信管から炸薬を起爆するための導爆管
5：破片弾を保持するための樹脂、砲弾が爆発するときに煙を出して燃える。
6：薄い鋼で出来た砲弾の外殻
7：薬莢
8：推進薬、コルダイトやニトロセルロースなど

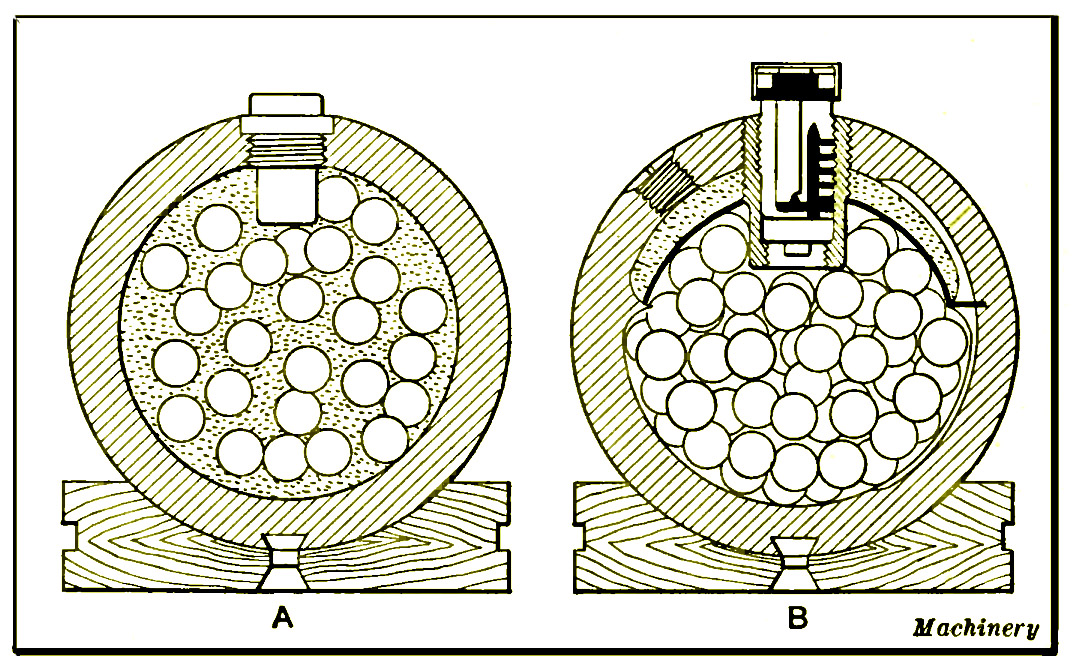
初期の榴散弾

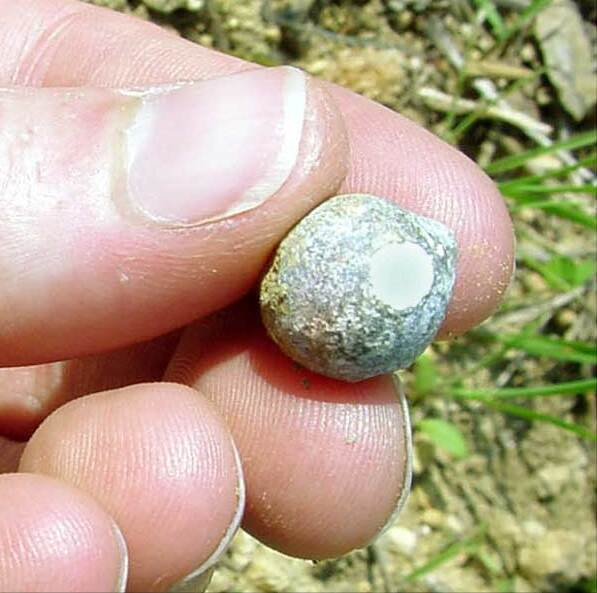
フランス・ヴェルダンの戦場跡にて発掘された榴散弾の散弾

榴散弾（りゅうさんだん、Shrapnel Shell）は、19世紀初頭から20世紀半ばごろまで使われた主に対人・対非装甲目標用の砲弾である。砲弾内部には球体の散弾（弾子）が多数詰まっており、目標のやや手前上空で弾丸底部の炸薬を炸裂させ（曳火）、散弾を前下方に投射して人や馬を殺傷し軟目標を破壊する。旧軍では榴霰弾と表記した。

## 概要
榴散弾は1784年、イギリス陸軍のヘンリー・シュラプネル砲兵中尉（Henry Shrapnel、最終階級は中将）が遠距離砲撃戦において敵の歩兵や騎兵を効果的に殺傷するための砲弾を開発したのが始まりである。
当時、榴弾は主に臼砲から発射されており、一般的な野砲は鉄か鉛の球形の球形砲弾（Round shot）かぶどう弾などの散弾を使用していた。しかし球形砲弾は射線軸上の敵しか殺傷できないため横列隊形をとる戦列歩兵や密な隊列を組まない散兵に対しては殺傷効率が低く（戦列を崩させるには十分であったが）、ぶどう弾は近距離の敵には有効であったが遠距離の目標は攻撃できなかった。
初期の榴散弾は球形砲弾に散弾と炸薬を収めていたため、四方八方に散弾を飛び散らせていた。その後砲身にライフリングが刻まれるようになると砲弾の形状が尖頭形・筒型となり、内蔵した散弾を前方に投射するための発射筒として機能し、弾体そのものは殺傷・破壊を行わないようになった。
このように成立した近代的な榴散弾は発射後の曳火（炸裂）タイミングを調節することで、前方の地表面に対して、数十メートルにわたる縦長の楕円形の範囲を散弾で薙ぎ払うことが可能となり、広く普及していくこととなった。信管が進歩して零分画射撃（零距離射撃）が可能になると、キャニスター弾（散弾ないし霰弾）を置き換えて至近距離射撃にも応用されるようになった。
特に第一次世界大戦においては、西部戦線の塹壕戦において曳火砲撃で塹壕の頭上から散弾をばらまいて、塹壕から出てきて攻撃を仕掛ける敵兵や塹壕内に立てこもる兵員を殺傷するために重宝され、頭上の脅威から兵員の生命を守るために各国が鉄製ヘルメットを大量に装備する一因となった。
榴散弾は人馬殺傷用という性質上、要塞やトーチカのように上面をコンクリート・土嚢・堆土などで強化された防御陣地や、厚い装甲に覆われた戦車などの頑丈な目標にはほとんど効果が無い。また、最適な高度・落角で炸裂させるためには時限信管を目標までの距離に応じて調整する必要があるため、距離に応じた正確な時間を算出する弾道工学と、設定した時間通りに正確に作動する時限信管が必要だった。このため射撃準備に時間がかかり、構造上榴弾よりも製造に手間とコストがかかる。さらに砲弾の前方に散弾を投射する構造上、砲弾を水平からやや下を向いた浅い落角で炸裂させる方が効力がよい反面、砲弾を大きな射角（落角）で射撃する場合には危害範囲が狭くなるため不向きである。
以上の欠点から第二次世界大戦後に設計された火砲に榴散弾が用意されることは無くなり、曳火砲撃を行う際には榴弾に時限信管か近接信管を取り付けて行うようになっている。
近接防御火器システム用の弾丸として、発射時に最適な起爆時間を自動調整するABM弾が開発されている。

## 第一次世界大戦

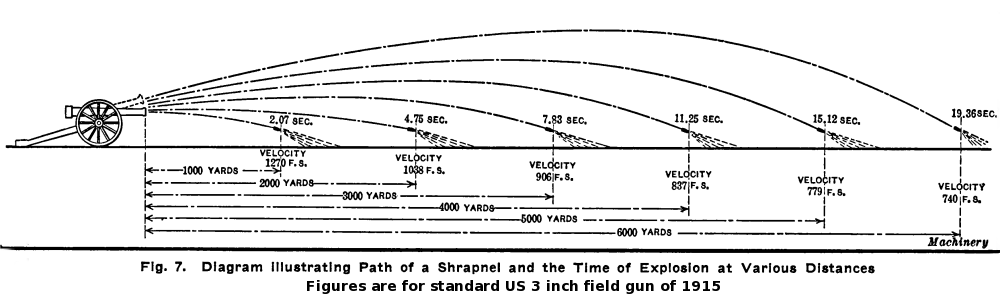
第一次世界大戦期のアメリカ軍3インチ榴散弾における、射距離・曳火時間・存速の対比図

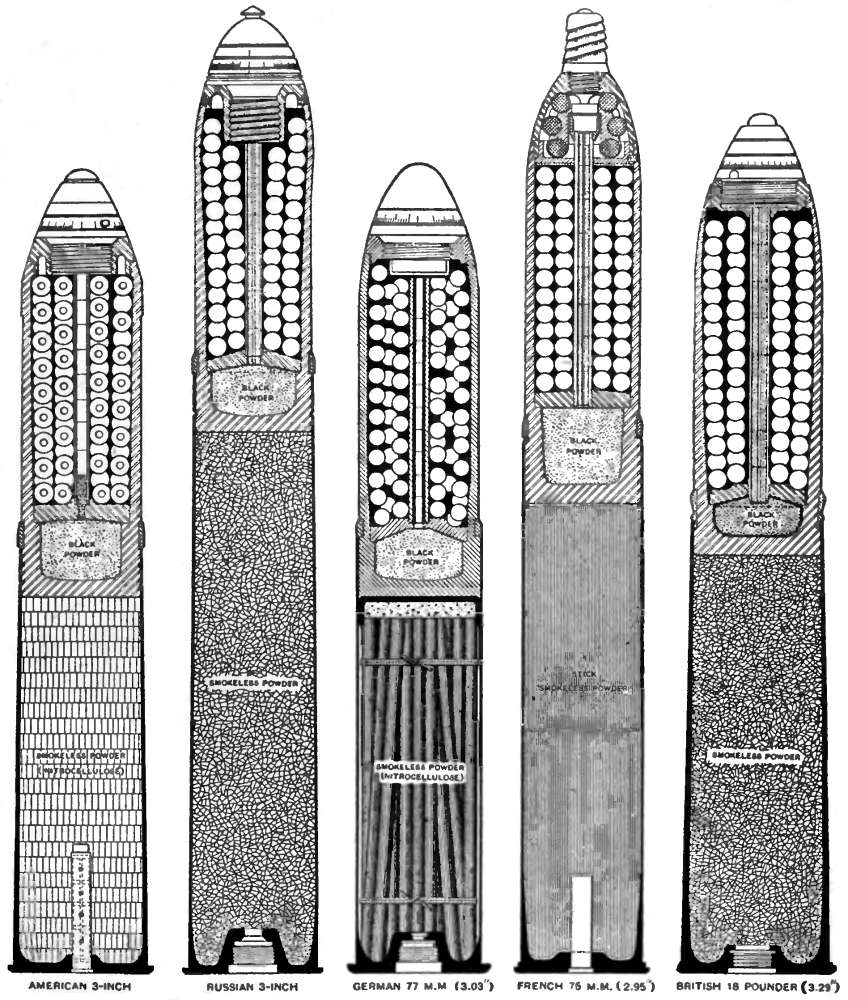
第一次世界大戦で用いられた、左からアメリカ、ロシア、ドイツ、フランス、イギリスの榴散弾

第一次世界大戦で使用された破片ボールの寸法は、60フィート重量ポンドから58フィート重量ポンドの発射エネルギーが敵兵を無力化できるという前提に基づいて設計されていた。
6,000ヤード（5,500m）を飛翔した後の第一次大戦の典型的な3インチ（76mm）野戦砲の砲弾の速さに破片炸薬の威力を加算して、約170グレーン（11g）の半インチの鉛球の最小限のエネルギーであった。
41から42個の鉛球が敵兵に襲いかかった、これは典型的な野戦砲破片弾サイズと同じであった。